# Julius Wess
Julius Erich Wess (Oberwölz, Austria, 5 de diciembre de 1934-Hamburgo, Alemania, 8 de agosto de 2007) fue un físico teórico austriaco destacado por ser coproponente del modelo de Wess-Zumino y del modelo de Wess-Zumino-Witten en el campo de la supersimetría. Fue ganador de la Medalla Max Planck, la Medalla Wigner, el Premio Gottfried Wilhelm Leibniz, el Premio Dannie Heineman de Física Matemática y varios doctorados honoris causa.

## Biografía
Wess nació en Oberwölz Stadt, una pequeña ciudad en el estado austriaco de Estiria. Obtuvo su doctorado en Viena, donde fue estudiante de Hans Thirring. Su examinador doctoral fue el físico Erwin Schrödinger. Tras trabajar en el CERN en Suiza y en el Instituto Courant de la Universidad de Nueva York en Estados Unidos, se convirtió en profesor en la Universidad de Karlsruhe. Más adelante, pasó a ser profesor en la Universidad de Múnich. Tras retirarse trabajó en DESY, en Hamburgo.
Julius Wess falleció a los 72 años en Hamburgo por un accidente cerebrovascular.

## Publicaciones destacadas
- Wess, Julius y Bagger, Jonathan (diciembre de 1983). Supersymmetry and Supergravity. Princeton Series in Physics. ISBN 0-691-08326-6 / 0-691-08556-0
- Wess, Julius y Bagger, Jonathan (marzo de 1992). Supersymmetry and Supergravity: Revised and Expanded Edition. Princeton Series in Physics. ISBN 0-691-02530-4